# スティーヴン・クリストファー・パーカー
スティーヴン・クリストファー・パーカー（Steven Christopher Parker、1989年1月8日 - ）は、アメリカ合衆国の俳優。

## 出演作品
- スイチュー! フレンズ
- ＢＯＮＥＳ シーズン5
- ＥＲ XIV　緊急救命室 第14シーズン（ハロルド・ゼリンスキー）
- リバウンド
- JUNO